# Улица Краљевића Марка (Ниш)
Улица Краљевића Марка налази се у Нишу, у општини Медијана. Једина институција која се налази у овој улици је основна школа "Доситеј Обрадовић".